# Panicum assumptionis
Panicum assumptionis är en gräsart som beskrevs av Otto Stapf. Panicum assumptionis ingår i släktet vipphirser, och familjen gräs. Inga underarter finns listade i Catalogue of Life.